# Obrutjisjte
Obrutjisjte (bulgariska: Обручище) är ett distrikt i Bulgarien.   Det ligger i kommunen Obsjtina Gălăbovo och regionen Stara Zagora, i den centrala delen av landet, 230 km öster om huvudstaden Sofia.
Trakten runt Obrutjisjte består till största delen av jordbruksmark. Runt Obrutjisjte är det ganska glesbefolkat, med 38 invånare per kvadratkilometer.